# Once More 'Round the Sun
Albums de Mastodon
The Hunter
(2011) Emperor of Sand
(2017)
Singles
1. High Road
Sortie : 17 avril 2014
2. Chimes at Midnight
Sortie : 3 juin 2014
3. The Motherload
Sortie : 29 septembre 2014

Once More 'Round the Sun est le sixième album studio du groupe américain de sludge progressif Mastodon, publié le 24 juin 2014 sur le label Reprise Records.
Trois singles sont extraits de l'album : High Road, Chimes at Midnight et The Motherload.

## Liste des chansons
Toute la musique est composée par Mastodon.
| No  | Titre                                                  | Durée |
| --- | ------------------------------------------------------ | ----- |
| 1.  | Tread Lightly                                          | 5:14  |
| 2.  | The Motherload                                         | 4:59  |
| 3.  | High Road                                              | 4:15  |
| 4.  | Once More 'Round the Sun                               | 2:58  |
| 5.  | Chimes at Midnight                                     | 5:32  |
| 6.  | Asleep in the Deep (avec Valient Himself & Ikey Owens) | 6:12  |
| 7.  | Feast Your Eyes                                        | 3:23  |
| 8.  | Aunt Lisa (avec The Coat Hangers & Gary Lindsey)       | 4:08  |
| 9.  | Ember City                                             | 4:59  |
| 10. | Halloween                                              | 4:39  |
| 11. | Diamond in the Witch House (avec Scott Kelly)          | 7:48  |